# Lu Zhengxiang

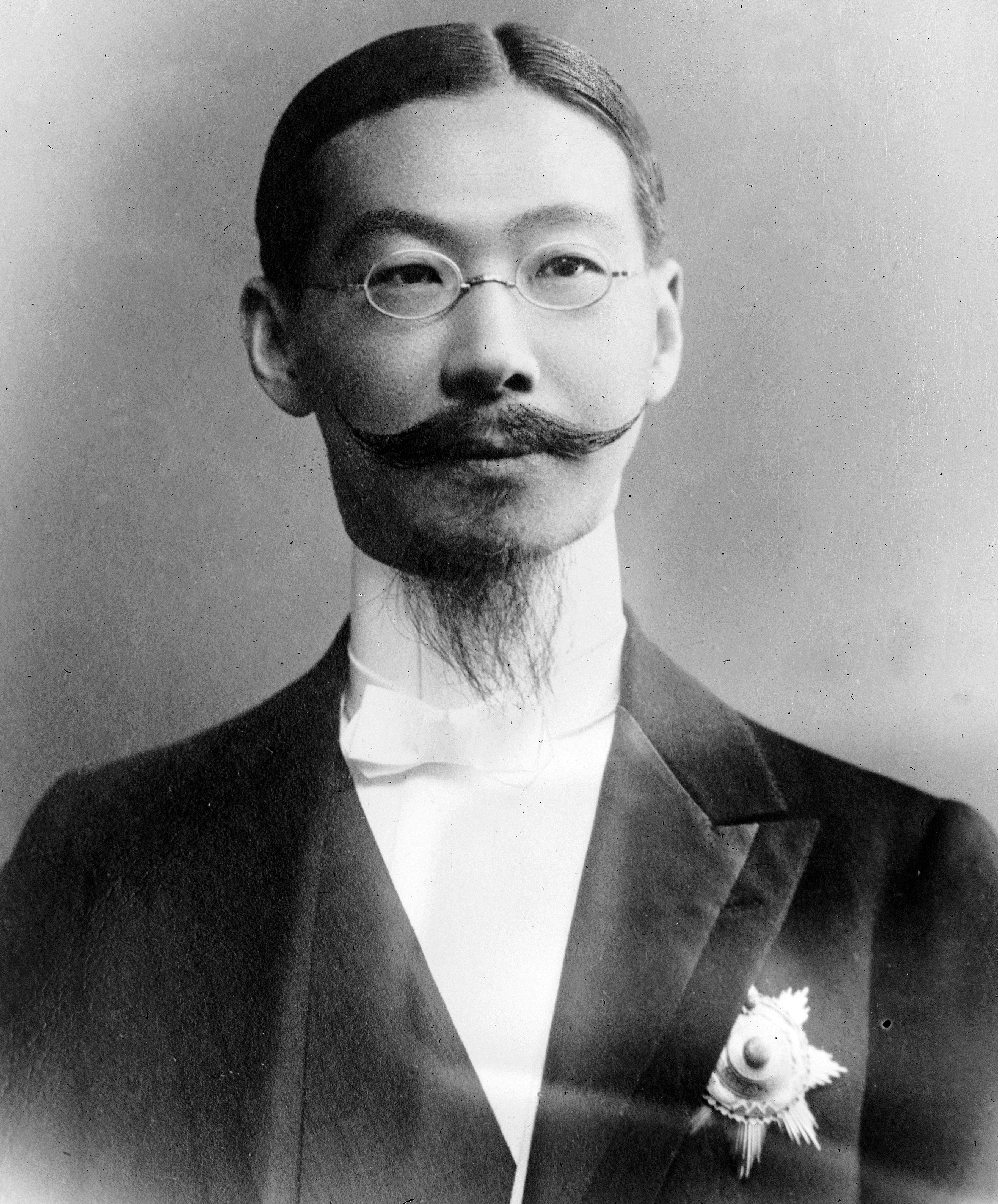
Lu Zhengxiang als chinesischer Diplomat und Politiker

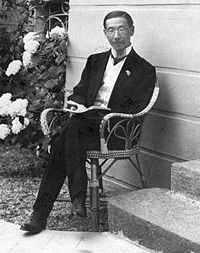
Lu Zhengxiang (1922)

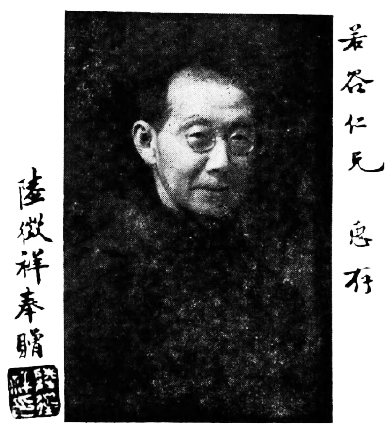
Lu Zhengxiang als Benediktinermönch Dom Pierre-Célestin (1940)

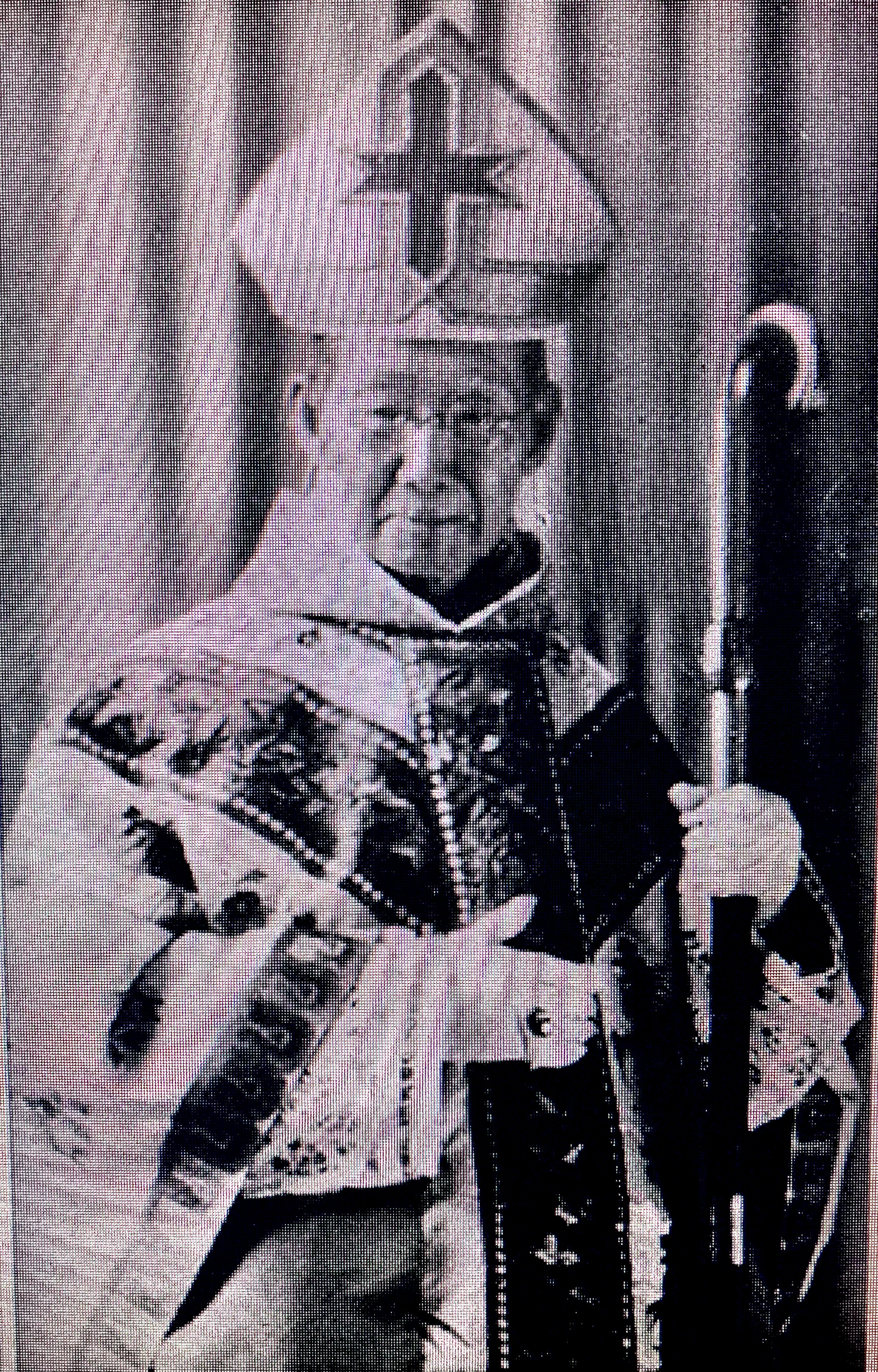
Titularabt Pierre-Célestin Zhengxiang OSB im Messornat mit Abtsstab und Mitra (nach 1945)

Lu Zhengxiang (chinesisch 陸徵祥 / 陆征祥, Pinyin Lu Zhengxiang, W.-G. Lou Tseng-Tsiang; Pierre-Célestin; * 12. Juni 1871 in Shanghai, Kaiserreich China; † 15. Januar 1949 in Brügge, Belgien) war ein chinesischer Politiker und Diplomat, der unter anderem 1912 als Premier sowie zwischen 1915 und 1916 als Sekretär des Staates zweimal Regierungschef der Beiyang-Regierung sowie mehrmals Außenminister der Republik China war. Nach Beendigung seiner diplomatischen Laufbahn ließ er sich 1927 als Benediktiner mit dem Ordensnamen Pierre-Célestin in der Abtei von Saint-André in Brügge nieder.

## Leben

### Botschafter, Außenminister und Premier 1912
Lu, ein Anhänger des Christentums, verbrachte den Großteil seiner Kindheit im Ausland, so dass er nicht fließend chinesisch sprach. Während der Qing-Dynastie trat er in den auswärtigen Dienst ein und war später Botschafter in den Niederlanden sowie zuletzt seit dem 1. September 1911 Botschafter in Russland.
Nach der Xinhai-Revolution und dem Sturz der Monarchie sowie der Ausrufung der Republik China am 1. Januar 1912 wurde Lu am 30. März 1912 zum ersten Außenminister der Republik im Kabinett von Premierminister Tang Shaoyi ernannt, wobei zwischen dem 30. März und dem 10. Juni 1912 Hu Weide das Ministeramt kommissarisch bekleidete. Er selbst trat das Ministeramt am 10. Juni 1912 nach seiner Rückkehr aus Sankt Petersburg an und übte es bis zu seiner Ablösung durch Liang Ruhao am 22. September 1912 aus.
Nachdem Tang am 27. Juni 1912 zurückgetreten war, wurde er dessen Nachfolger als Premierminister. Allerdings war er mit chinesischen Angelegenheiten derart unvertraut und seine Antrittsrede so abwegig, dass die Mitglieder des Parlaments sich dazu entschlossen, seine Nominierung zurückzunehmen. Kurz darauf stimmten sie ihr aber doch zu, nachdem ihnen gesagt wurde, dass sich Otto von Bismarck ebenso verhalten hätte. Wenige Wochen später folgte ihm jedoch Zhao Bingjun am 25. September 1912 im Amt des Premierministers. Dieser ernannte ihn daraufhin am 15. November 1912 als Nachfolger von Liang Ruhao wieder zum Außenminister. Lu behielt dieses Amt bis zum 4. September 1913 auch in den Kabinetten der Premierminister Duan Qirui und Xiong Xiling.

### Sekretär des Staates 1915 bis 1916 und Pariser Friedenskonferenz 1919
Als Nachfolger des zurückgetretenen Xu Shichang übernahm Lu im Dezember 1915 das Amt des Sekretärs des Staates und wurde damit zum zweiten Mal Regierungschef der Republik. Er übte dieses Amt bis zum 22. März 1916 aus und wurde dann wieder von seinem Vorgänger Xu Shichang abgelöst. Zugleich bekleidete er vom 27. Januar 1915 bis zum 17. Mai 1916 abermals das Amt des Außenministers.
Am 30. November 1917 übernahm er zum vierten Mal das Amt des Außenministers und löste damit Wang Daxie ab. Er verblieb fast ein Jahr lang bis zum 12. November 1918 in diesem Amt und diente somit unter den Premiers Weng Shizhen, Duan Qirui und Qian Nengxun. Nachfolger wurde daraufhin kommissarisch Chen Lu.
Nach dem Ende des Ersten Weltkriegs wurde Lu am 18. Januar 1919 Repräsentant der Republik China auf der Pariser Friedenskonferenz. China wollte, dass die deutsche Kolonie Kiautschou in Shandong an China zurückgegeben würde. Mit dem Vertrag wurde die deutsche Kolonie in Shandong jedoch an Japan abgetreten. Die Entscheidungen der Friedenskonferenz von Paris erzeugten eine große Unzufriedenheit und Enttäuschung unter den Chinesen und verursachten starke nationalistische und antijapanische Gefühle. Dies führte zur Bewegung des vierten Mai im Jahr 1919. Daraufhin weigerten sich die beiden chinesischen Delegierten Lu und Gu Weijun, den Friedensvertrag zu unterschreiben, weil er die Wünsche Chinas nicht berücksichtigte. Dies stand jedoch im Gegensatz zur Anweisung der chinesischen Regierung.
Nach seiner erneuten Rückkehr nach China wurde Lu am 3. Dezember 1919 als Nachfolger von Chen Lu zum fünften Mal Außenminister und übte das Ministeramt bis zum 13. August 1920 in den Regierungen der Premiers Jin Yunpeng und Sa Zhenbing aus.

### Botschafter in der Schweiz und Benediktinermönch
1922 erhielt er seine Akkreditierung als Botschafter in der Schweiz und vertrat dort die Interessen der Republik China bis 1927. 
Schon 1912 zum katholischen Glauben konvertiert, trat er 1927 mit dem Ordensnamen Pierre-Célestin in die Benediktinerabtei Sint-Andries in Brügge (Sevenkerken) ein (Profess 15. Januar 1929), wurde 1935 zum Priester geweiht und 1946 von Papst Pius XII. als Dom Lou zum Titularabt von St. Pierre in Gent ernannt. Als Geistlicher veröffentlichte er mehrere Bücher, die sich mit religiösen Themen sowie mit Persönlichkeiten wie dem Gelehrten Xu Guangqi und der französischen Mystikerin Élisabeth Leseur befassten.

## Veröffentlichungen
- La Vie et les oeuvres du grand chrétien chinois Paul Siu Koang-k’i, 1934
- Conférence sur madame Elisabeth Leseur, 1943
- Allocution de Dom Lou, abbaye de Saint-André le samedi 10 août 1946 fête de Saint Laurent, 1946.
- Lettre à mes amis de Grande-Bretagne et d’Amérique, 1948.
- La rencontre des humanités et la découverte de l’Évangile, 1949